# Moore County, Texas
Moore County är ett administrativt område i delstaten Texas, USA, med 21 904 invånare (2010). Den administrativa huvudorten (county seat) är Dumas.

## Geografi
Enligt United States Census Bureau så har countyt en total area på 2 357 km². 2 331 km² av den arean är land och 26 km² är vatten. 

### Angränsande countyn
- Sherman County - norr
- Hutchinson County - öster
- Carson County - sydost
- Potter County - söder
- Oldham County - sydväst
- Hartley County - väster